# Grup de la carminita
El grup de la carminita és un grup de minerals de la classe dels fosfats. Està format per tres espècies: la carminita, la crimsonita i la sewardita. Químicament, tant la carminita com la sewardita són arsenats, mentre que la crimsonita és un fosfat. Totes tres cristal·litzen en el sistema ortoròmbic.
| Espècie    | Fórmula             |
| ---------- | ------------------- |
| Carminita  | PbFe³⁺₂(AsO₄)₂(OH)₂ |
| Crimsonita | PbFe³⁺₂(PO₄)₂(OH)₂  |
| Sewardita  | CaFe³⁺₂(AsO₄)₂(OH)₂ |

Segons la classificació de Nickel-Strunz els minerals d'aquest grup pertanyen a «08.BH: Fosfats, etc. amb anions addicionals, sense H₂O, amb cations de mida mitjana i gran, (OH, etc.):RO₄ = 1:1» juntament amb els següents minerals: thadeuïta, durangita, isokita, lacroixita, maxwellita, panasqueiraïta, tilasita, drugmanita, bjarebyita, cirrolita, kulanita, penikisita, perloffita, johntomaïta, bertossaïta, palermoïta, adelita, arsendescloizita, austinita, cobaltaustinita, conicalcita, duftita, gabrielsonita, nickelaustinita, tangeïta, gottlobita, hermannroseïta, čechita, descloizita, mottramita, pirobelonita, bayldonita, vesignieïta, paganoïta, jagowerita, carlgieseckeïta-(Nd), attakolita i leningradita.